# Тукай (Спасский район)
Тукай — деревня в Спасском районе Татарстана. Входит в состав Кимовского сельского поселения.

## География
Находится в юго-западной части Татарстана на расстоянии приблизительно 29 км по прямой на восток по прямой от районного центра города Болгар.

## История
Основана в 1928 году. В начале XXI века уже есть мечеть.

## Население
Постоянных жителей было: в 1938 — 323, в 1949 — 332, в 1958 — 336, в 1970 — 445, в 1979 — 361, в 1989 — 276, в 2002—287 (татары 100 %), 257 — в 2010.